# Foro Nuevo

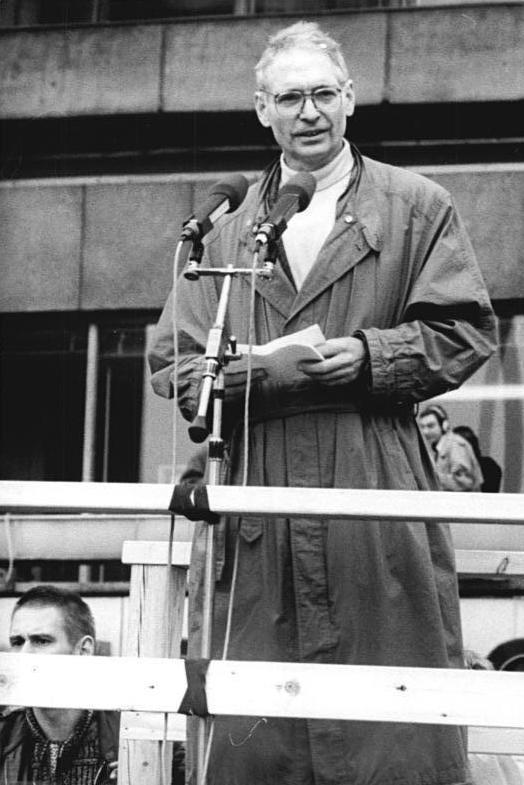
Jens Reich, de Neues Forum, en un discurso durante la manifestación de Alexanderplatz, en noviembre de 1989.

Foro Nuevo (en alemán: Neues Forum) fue un movimiento político originario de la Alemania Oriental y formado en los meses previos al colapso de la RDA. 

## Historia
Fue fundado en septiembre de 1989 y fue el primer movimiento político (no perteneciente al Frente Nacional de la República Democrática Alemana) en ser reconocido por el Partido Socialista Unificado de Alemania (en un principio, el SED lo había declarado inconstitucional, pero finalmente tras las manifestaciones que siguieron, se cedió ante la presión), el 8 de noviembre de 1989. En febrero de 1990, en ocasión de las elecciones generales de ese año, formó la coalición Alianza 90 con los movimientos Democracia Ahora (Demokratie Jetzt, DJ) y la Iniciativa por la Paz y los Derechos Humanos (Initiative für Frieden und Menschenrechte, IFM).
Foro Nuevo fue el primer movimiento político en toda la RDA en estar completamente alejado de la Iglesia Protestante. Los miembros de las revoluciones pacíficas, entre ellos Bärbel Bohley, Ingrid Köppe, Rolf Henrich, Jens Reich y Reinhard Meinel firmaron el manifiesto Aufbruch 89 (Despertar 89), el acta de proclamación de la fundación del movimiento, el 10 de septiembre de 1989 en Grünheide. Foro Nuevo exigió un diálogo sobre las reformas democráticas, con el objetivo, junto con la mayor participación posible de la población, de "remodelar la sociedad", así como elecciones libres y democráticas. A fines de 1989 contaba con aproximadamente 10.000 miembros.

## Foro Nuevo en la actualidad
Actualmente Foro Nuevo es un movimiento marginal.

### Resultados electorales

#### Elecciones estatales
| Elecciones estatales desde 1990 | Elecciones estatales desde 1990 |
| Elección                        | %                               |
| ------------------------------- | ------------------------------- |
| Sajonia 1994                    | 0,7 %                           |
| Turingia 1994                   | 1,1 %                           |
| Sajonia-Anhalt 1998             | 0,4 %                           |
| Sajonia 1999                    | 0,2 %                           |
| Turingia 1999                   | 0,3 %                           |
| Berlín 2006                     | 0,0 %                           |

#### Elecciones europeas y federales
En las Elecciones al Parlamento Europeo de 1994, obtuvo el 0,3%. En las elecciones federales de 1998, presentaron listas en Turingia (0,3%) y Sajonia (0,1%).

#### Representación local
Tiene representación en ayuntamientos de algunas ciudades de Alemania, como Halle.

## Antiguos miembros notables
- Christoph Bergner, quien más tarde se unió a la CDU, siendo ministro-presidente de Sajonia-Anhalt entre 1993-1994.
- Bärbel Bohley
- Joachim Gauck, Comisionado Federal para los Archivos de la Stasi (1990-2000) y Presidente de Alemania entre 2012 y 2017.
- Jens Reich
- Claudia Nolte, quien más tarde se unió a la CDU, siendo Ministra de la Familia, Mayores, Mujeres y Juventud entre 1994-1998.
- Werner Schulz, quien más tarde se unió a Alianza 90/Los Verdes; miembro del Parlamento Europeo desde 2009.
- Johanna Wanka, quien más tarde se unió a la CDU, siendo ministra de Educación e Investigación desde 2013.